# USA-234
USA-234または打上げ前の名称NRO launch 25(NROL-25)は、2012年4月3日にヴァンデンバーグ空軍基地から打上げられたアメリカ合衆国の偵察衛星であり、アメリカ国家偵察局 (National Reconnaissance Office： NRO) が運用中のものである。将来画像アーキテクチャー (FIA)プログラムの一部であるレーダー・イメージング衛星であるトパズ(Topaz)衛星シリーズの1基と同定されている。
USA-234 はユナイテッド・ローンチ・アライアンス社によって、デルタ IV ロケットを用いて打上げられた。これはデルタ Vロケットの Medium+(5,2) 構成による最初のフライトであったロケットは2012年4月3日 23:12:57 UTC に、ヴァンデンバーグ空軍基地打上げ複合施設 6 から打上げられた。この打上げは NRO launch 25 と同定され、デルタ IVロケットとしては19回目のフライトに当たる。ロケットには識別符号 Delta 359 が割り振られ、Electraと命名された。
この衛星の軌道と任務は公式には機密事項であるが、アマチュア観測者達たちはこの衛星が遠地点高度1096km、近地点高度1076km、軌道傾斜角123°の軌道上にあることを突き止めている。